# Golfska struja
Golfska struja je topla, brza morska struja u Atlantiku. Dio je globalne termohalinske cirkulacije Jedan njen dio započinje u Meksičkom zaljevu kao Floridska, a sjeverno od Bahama spaja se s Antilskom strujom i od tog mjesta se naziva Golfskom strujom. Jedno vrijeme slijedi obalu SAD-a, da bi oko Newfoundlanda skrenula na istok preko Atlantika.
Zapadno od Britanskih otoka, nakon što se dijelom razgranala, postaje Sjevernoatlantska struja, i nastavlja prema sjeveru Europe.

## Golfska struja i skretanje preko Atlantika
Europljani su počeli s istraživanjem ove struje još 1513. godine s ekspedicijom španjolskog konkvistadora Juan Ponce de Leóna. Nakon toga, ušla je u široku primjenu kao pomorski put Španjolaca na povratku s Kariba u Španjolsku. Benjamin Franklin je 1786. godine detaljno proučavao i kartirao ovu struju. Uobičajeno se smatra, da topla voda koju sobom donosi Golfska struja, utječe na klimu Zapadne i, naročito, Sjeverne Europe, čineći ju blažom nego što bi inače bila. No, postojanje ovog utjecaja na razliku u temperaturi između Sjeverne Amerike i Europe na istoj zemljopisnoj širini, predmet je rasprave.

## Osobine Golfske struje
Rijeka morske vode, nazvana Atlantska sjevernoekvatorska struja, kreće na zapad tjerana u tropskom Atlantiku prevladavajućim pasatnim vjetrovima od obala sjeverne Afrike kao nastavak Kanarske struje. U interakciji s kopnom Južne Amerike, struja se dijeli na dvije grane. Jedna nastavlja i ulazi u Karipsko more postajući Karipska struja, dok druga skreće prema sjeveru i prolazi istočno od Karipskih otoka kao Antilska struja. Karipska struja, nakon kruženja kroz Meksički zaljev kao Floridska struja kroz Floridski prolaz ponovo izlazi u Atlantik i nešto sjevernije spaja se s Antilskom. Nakon njihovog spajanja, postaju Golfska struja. 
Pored susreta s Labradorskom strujom, i Coriolisov učinak djeluje da Golfska struja sa svog kretanja prema sjeveru skrene na istok prema Europi. Na tom njenom putu, od nje se odvajaju ogranci, da bi zapadno od Britanskih otoka postala Sjevernoatlantska struja.
Golfska struja je snažna oceanska struja koja nosi oko 1,4 petawatta toplinske energije. To je oko 100 puta više energije od ukupnih svjetskih energetskih potreba. Količina vode koja prolazi Floridskim prolazom procjenjuje se na oko 30 milijuna m3 u sekundi (30 Sverdrupa), a iza rta Hatteras količina naraste na oko 80 milijuna m3 u sekundi. Količina vode koja teče Golfskom strujom značajno premašuje ukupnu količinu vode od ukupno 0,6 milijuna m3 u sekundi koju sve rijeke koje utječu u Atlantik donose sa sobom. No, usprkos tome, Golfska struja je slabija od Antarktičke cirkumpolarne struje.
Ova struja je široka oko 80-159 kilometara, a duboka 800-1200 metara. Brzina struje je veća uz površinu i rubove, a maksimalna brzina joj je oko 2,5 metra u sekundi.
Na svom putu prema sjeveru, topla voda golfske struje isparava, a time joj raste salinitet. Hlade ju vjetrovi koji pušu uz površinu i izazivaju isparavanje. Ova dva procesa, hlađenje i povećanje gustoće vode zbog većeg saliniteta, na sjeveru Atlantskog oceana ova voda počinje tonuti u dublje slojeve i postaje dio dubinskih voda atlantskog dijela termohalinske cirkulacije (površinski dio te cirkulacije je Golfska struja). 

## Poveznice
|  | Zajednički poslužitelj ima još gradiva o temi Golfska struja |

- Shematski prikaz termohalinske cirkulacije u Atlantiku
- Shematski prikaz važnijih morskih struja